# Pandeli Majko
Pandeli Sotir Majko, né le 15 novembre 1967 à Tirana, est un homme d'État albanais membre du Parti socialiste d'Albanie (PSSh).

## Biographie
Il est Premier ministre deux fois de manière non-consécutive. Il succède en effet à Fatos Nano le 2 octobre 1998 mais cède le pouvoir à Ilir Meta le 29 octobre 1999. Il remplace ce dernier le 22 février 2002 avant que Nano ne prenne sa suite dès le 31 juillet suivant.
Député depuis les élections législatives anticipées de 1997, il est ministre de la Défense entre 2001 et février 2002, puis de juillet 2002 à 2005.
En 2017 il est nommé à la tête du nouveau Ministère de la Diaspora albanaise (en).